# ショーン・アレキサンダー
ショーン・エドワード・アレキサンダー（Shaun Edward Alexander, 1977年8月30日 - ）はケンタッキー州フローレンス出身の元アメリカンフットボール選手。現役時代のポジションはランニングバック（RB）。NFLのシアトル・シーホークス、ワシントン・レッドスキンズでプレーした。2005年にはシーズンMVPに輝いている。

## 経歴

### 高校時代まで
シンシナティ郊外にあるケンタッキー州ブーン郡フローレンスで生まれ育った。ブーン高校での2年次の1994年には2396ヤードを走り42タッチダウンをあげてチームは州の準決勝まで勝ち進んだ。3年次の1995年には3166ヤードを走り州新記録となる54タッチダウンをあげた。彼はケンタッキー州のミスター・フットボールに選ばれた。高校3年間で彼は通算6,657ヤードを走り110タッチダウンをあげたがこれはいずれも全米歴代10傑に入る数字である。

### 大学時代
1995年に高校を卒業した彼はジーン・スターリングがヘッドコーチをしているアラバマ大学からスカウトされて進学したが1年次には練習生であり出場機会はなかった。2年次にはライバルのルイジアナ州立大学戦（敵地タイガースタジアムで行われた）で4タッチダウンをあげ26-0の勝利に貢献した。3年次にはハイズマン賞候補に目されたがテネシー大学戦で足首を捻挫してしまいシーズンを棒にふるった。4年次に復活した彼は1999年のサウスイースタン・カンファレンスの優勝決定戦となった全米3位にランクされていたフロリダ大学戦でオーバータイムに25ヤードの決勝タッチダウンをあげた。またライバルのオーバーン大学とのアイアンボウルでも第4Qに3つのタッチダウンをあげるなど、199ヤードを走り、28-17の逆転勝利に大きく貢献した。

### NFL入り後
2000年ドラフトの1巡目（全体で19番目）でシアトル・シーホークスに入団した。この指名権はシーホークスがジョーイ・ギャロウェイをダラス・カウボーイズにトレードして手に入れたものであった。
1年目はリッキー・ワターズの控えとしての起用であり、わずか313ヤードの獲得で2タッチダウンに終わった。2年目にはワターズが怪我により現役を引退したため、エースRBとなり1318ヤードを走り、ラン、レシーブ合計でマーシャル・フォークに次ぐ16タッチダウンをあげた。オフェンスラインはプロボウル出場経験のあるウォルター・ジョーンズ、新人のスティーブ・ハッチンソンに率いられ、2001年11月11日に行われた同地区のライバル、オークランド・レイダース戦（ハスキー・スタジアム）では35回のキャリーで266ヤードを獲得した。
2002年9月29日にクエスト・フィールドで行われたミネソタ・バイキングス戦では前半だけで4タッチダウンをあげると共に80ヤードのタッチダウンレシーブも記録した。ハーフで5タッチダウンをあげたのは彼が初であった。この試合はESPNサンデーナイトフットボールであったため全米に彼の活躍は放送された。このシーズン彼はNFCトップの16ラッシングタッチダウンをあげた。
2003年シーズン、彼は自己ベストとなる1435ヤードを走り、16タッチダウンをあげた。シーホークスは2000年以来となるプレーオフ進出を果たし、彼も自身初のプロボウルに選ばれた。
2004年シーズン、1,696ヤードを走ったがニューイングランド・ペイトリオッツのカーティス・マーティンとわずか1ヤード差でシーズンラッシングリーダーを逃した。最終節のアトランタ・ファルコンズ戦で彼はマイク・ホルムグレンヘッドコーチに自分にたくさんボールを持たしてほしいと訴えたがその願いは拒絶されたことを翌日の記者会見で述べた。
2005年シーズン、彼は9月25日のアリゾナ・カージナルス戦、10月16日のヒューストン・テキサンズ戦で共に4タッチダウンをあげた。また11月6日のアリゾナ・カージナルス戦で88ヤードのタッチダウンランをあげた。また11月13日のセントルイス・ラムズ戦では165ヤードを走り3タッチダウンをあげた。この試合までの連続5試合で15ラッシングタッチダウンランをあげるNFL新記録を達成した（それまでの記録は1945年のスティーブ・バンビューレンの18タッチダウン）。シーズン10試合目となった11月20日のサンフランシスコでの試合でシーズン19個目となるタッチダウンをあげた最初の選手となった。この年彼は1,880ヤードを走りシーズンラッシングリーダーになると共にNFL記録（当時）となる27個のタッチダウンを決め2003年にプリースト・ホームズが作ったラッシングタッチダウンシーズン記録も塗り替えた。12月11日のサンフランシスコ・フォーティナイナーズ戦に勝利したチームはNFC西地区優勝を果たした。この試合で彼は100ヤード以上走った試合が9試合目となり、クリス・ウォレンの8試合というチーム記録を塗り替えた。その間、ウォルター・ペイトンが持っていた同地区ライバルとの試合での9試合連続100ヤード以上獲得という新記録も達成している。12月18日のテネシー・タイタンズ戦で2年連続シーズン1,600ヤード以上獲得を達成しチーム記録となるシーズン10試合目のラン獲得100ヤード以上を達成すると共にシーズン24個目のタッチダウンを記録した。この年いくつもの記録を作った彼はMVPに選ばれプレーオフでも存在感を見せてチームをスーパーボウルまで導いた。2008年1月1日のグリーンベイ・パッカーズ戦で彼はNFL記録となるシーズン28個目のタッチダウン（シーズン27個目のラッシングタッチダウンはプリースト・ホームズに並ぶタイ記録）をあげ4日後の1月5日にはティキ・バーバーやペイトン・マニング（2003年、2004年シーズンMVP）を抑えてシーホークス初のMVPに選ばれた。1880ヤードを走った彼は初のシーズンラッシングリーダーとなり、エミット・スミス、プリースト・ホームズ、マーシャル・フォークに次いで史上4人目の2年連続20タッチダウン以上の記録を達成した。ワシントン・レッドスキンズとのディビジョナルプレーオフではゲーム序盤に脳震盪に見舞われゲームの残りをサイドラインから見守ることとなったが、カロライナ・パンサーズとのNFCチャンピオンシップゲームでは34回のキャリーで132ヤードを走り2タッチダウンをあげた。2月5日に行われた第40回スーパーボウルでは95ヤードを走ったがピッツバーグ・スティーラーズに敗れた。
2006年3月、ランニングバックとしてはNFL史上最高額である8年6200万ドル,、この時点でのNFLのランニングバック最高額での契約を結んだ。しかしその数週間後にはオールプロに選出されたフリーエージェントになっていたハッチンソンがミネソタ・バイキングスに移籍し 彼の活躍を支えたオフェンスラインは弱体化してしまった。前年の活躍によって彼はマッデンNFL07（2006年発売）のカバーキャラクターに選ばれた（2001年には同じEAスポーツから発売されたNCAAフットボールシリーズのカバーキャラクターを務めており、両ゲームのカバーとなった最初の選手になっている。） が第3週のニューヨーク・ジャイアンツ戦で左足の亀裂骨折をしてしまい、マッデンの呪いが続いていると報道された。しかしこの試合で彼は102個目のタッチダウンをあげスティーブ・ラージェントが持っていたチーム記録を更新した。11月19日のサンフランシスコ・フォーティナイナーズ戦で復帰したが17回のキャリーで37ヤードの獲得にとどまった。翌週11月27日のグリーンベイ・パッカーズとのマンデーナイトフットボールではチーム記録となる40回のキャリーで201ヤードを走った。しかし12月10日のアリゾナ・カージナルス戦で再び負傷してしまいバリー・サンダースが持っていたラン獲得10ヤード以上の連続記録を破ったがチームは敗れた。このシーズン彼は10試合の出場にとどまり、252回のアテンプトで896ヤードの獲得、7タッチダウンで終了、2年目から継続していたシーズン1000ヤードラン、タッチダウン数2桁の連続記録が途切れた。
2007年、プロボウル、センターのロビー・トベックが引退したためシーホークスのオフェンスラインは弱体した。第1週のタンパベイ・バッカニアーズ戦で彼は左手首を骨折してしまった。彼はコーチやメディアに欠場せずプレーしつづけると伝えたがパフォーマンスは落ちていき、リードブロッカーのマック・ストロングも首の椎間板ヘルニアのため引退してしまいレナード・ウィーバーが代役となった。第9週にはアレキサンダーは両膝と足首を負傷したがシーズン最終節には史上8人目の100ラッシングタッチダウンを達成した。この年207回のアテンプトで716ヤード獲得、1回平均3.5ヤードの獲得にとどまり10試合で4タッチダウンしかあげられなかった。グリーンベイ・パッカーズとのプレーオフでは1ヤードのタッチダウンランを決めたものの9回のキャリーで20ヤードしか獲得できずチームは敗戦した。
2008年4月22日にシーホークスから解雇された。彼はシンシナティ・ベンガルズ、ニューオーリンズ・セインツ、デトロイト・ライオンズに自分を売り込んだが契約には至らず 、同年10月14日にワシントン・レッドスキンズと契約した が4試合の出場で11回のキャリー24ヤード獲得にとどまり11月25日に再び解雇された。

## 私生活
2002年4月に結婚し、3人の娘と1人の息子がいる。